# 南阿豆
南 阿豆（みなみ あず）は、全て中途半端

## 概要
茨城県出身。武蔵野美術大学卒業。芸術活動を実施しながら、舞踏家吉本大輔、上杉満代などに学ぶ。一年に一度自主企画にてソロ公演を行っている。

中野にある水性にて、月一でワークショップ『朝の舞踏LABO』を実施。

写真家Abe Frajndlichとのコラボレーション
NY、イタリア、日本、ドイツにて。
ケース ウェスタン リザーブ大学内でのコラボパフォーマンス。写真作品集「Butoh Muse」など。

社会福祉活動として、JCDN主催コミニティーダンスファシリテーター育成講座を卒業。ユニット“ぞうとかに“で舞踏ワークショップやBig famiy Tokyoとして、高齢者施設や障がい者施設、小学校などでコミニティーダンスを実施。

他、日本統合医学協会認定メディカルヨガインストラクター資格取得。

## 主な公演
2008年、茨城県国民文化祭「戦国アート合戦絵巻」

2009年、土と水の芸術祭 アースワーク土舞台「あったてんがの白根花伝」

漆の芸術祭「鯨祭り」

2012年、自主企画ソロ舞踏作品『Scar TissueⅠ』『Scar TissueⅡ』

2013年、自主企画ソロ作品『Scar TissueⅢ』

2016年『Scar TissueⅣ』

2016年5月フランス、ベルタンポワレ舞踏フェス、グループ作品にて招聘

2017年5月フランス、ベルタンポワレ舞踏フェス、ソロ作品「ゆらぎ」招聘

2017年5月ランコントルコレオグラフィー（旧バニョレ国際振付コンクール）招聘。

2018年、アメリカ、Case Western Reserve Universityにて『Scar Tissue』発表。

2019年、福岡フリンジフェスティバル、ソロ作品「花の指」招聘。

2022年、韓国にてNDAにてソロ作品「inside skin」招聘。準優勝にあたるNDA賞受賞。

2022年、自主企画 Scar Tissue〈傷跡〉Project vol.０南阿豆ソロ公演「泥の心臓」

2022年、アトリエ第Q藝術主催「DanceVision2022Duo」水越朋との共演作「某日」

2022年10月、アムステルダム舞踏フェスティバル、ソロ作品「inside skin」招聘。

2024年6月、ワークショップ「朝の舞踏LABO」東京にて開始

2024年10月、韓国大田国際フェスティバル、ソロ作品「inside skin」招聘。

2024年11月、ypamフリンジ 朝の舞踏LABO特別企画「蒲公英に蝦蟆」演出・出演・振付を実施。

## 受賞歴
震災の翌年、自身の手術の傷跡と震災後の傷跡とのイメージから、2012年4月自主企画ソロ舞踏作品『Scar TissueⅠ』『Scar TissueⅡ』を発表。その2作品で舞踊批評家協会新人賞を受賞。
2022年、韓国にてNDA(New Dance for Asia)International Festival、準優勝にあたるNDA賞受賞。 